# Rumpler C.VII
Rumpler C.VII je bilo dvosedežno izvidniško letalo nemškega proizvajalca Rumpler iz časa prve svetovne vojne. Nastalo je na podlagi nadaljnjega razvoja že tako uspešnega modela Rumpler C.IV.

## Zgodovina

### Razvoj
C.VII je nastal na podlagi uspešnega modela C.IV. Razvili so ga zaradi novonastale potrebe po izvidniku, ki bi opravljal patrulje v večjih višinah od takrat standardnih ter bi s tem bil manj dovzeten za nasprotnikovo zračno obrambo. Tako so modelu C.IV vgradili motor Maybach Mb.IVa, ki je bil sicer šibkejši od motorja Mercedes D.IVa v območju treh, štirih km višine, vendar je nato v večjih višinah bil nekoliko močnejši in je bil zaradi tega najprimernejši pogonski agregat za to vrsto letal. Modelu C.VII so tudi nekoliko povečali razpon kril, iz 12,6 na 13,9 m, kar je tudi narekovala potreba za letalo, ki mu je cilj leteti v večjih višinah, saj z večjimi krili ustvarja več vzgona, ki je potreben za dosego velikih vrhuncev. 
Rumpler je letalo C.VII izdeloval v dveh različicah, ogledniški opremljeni z radijskim aparatom ter fotografski, tako imenovani Rubild verziji, ki je imela na boku trupa nameščeno snemalno napravo za delanje posnetkov ciljev na tleh. 

### Bojna uporaba
Letalo je prišlo v uporabo na zahodno fronto konec leta 1917. V prvi polovici leta 1918 je število letal v uporabi počasi naraščalo in doseglo vrhunec konec junija, ko jih je bilo na voljo 112. Potem se je njihovo število počasi zmanjševalo. V popisu inventarja z dnem 31. avgust 1918 jih je bilo naštetih 85.

## Specifikacija: Rumpler C.VII[2]
Karakteristike:
- Posadka: dva (pilot in opazovalec)
- Dolžina: 8,40 m
- Razpon kril: 13,9 m
- Višina: 3,20 m
- Teža praznega letala: 1.050 kg
- Največja teža: 1.485 kg
- Motor: 1 × Maybach Mb.IVa z močjo 245 KM (180 kW)

Zmogljivosti:
- Največja hitrost: 162 km/h
- Doseg: 500 km
- Vrhunec: 7,500 m

Oborožitev:
- 1 × premična strojnica zadaj - Parabellum MG14 kalibra 7,92 mm